# مارك روس
مارك روس (بالإنجليزية: Mark Ross)‏ هو لاعب كرة قاعدة أمريكي، ولد في 8 أغسطس 1957 في غالفستون في الولايات المتحدة.

## وصلات خارجية
- مارك روس على موقعبيزبول رفرنس.كوم (الدوري الرئيسي) (الإنجليزية)
- مارك روس على موقعبيزبول رفرنس.كوم (الدوري الثانوي) (الإنجليزية)